# Brooks Stadium
Le Brooks Stadium est un stade polyvalent de 21 000 places situé à Conway en Caroline du Sud. Il abrite l'équipe de football américain des Chanticleers de Coastal Carolina de l'université Coastal Carolina laquelle participe au championnat NCAA de football américain au sein de la Division I FBS en tant que membre de la Sun Belt Conference.
L’établissement a ouvert ses portes en 2003 et son nom faite référence à Coby Garrett Brooks et Boni Belle Brooks, enfants de Robert Brooks (en) originaire de Loris, et président de la Hooters of America, Inc.. Le stade se distingue par son gazon artificiel de couleur turquoise.

## Histoire et rénovation
Bien que le stade actuel ne date que de 2003, le site sur lequel il a été érigé possède une histoire de football américain considérablement plus longue. Dans une interview de 2020, le directeur sportif de Coastal, Matt Hogue, ayant commencé à travailler pour l'université en 1997 en tant qu'annonceur de basket-ball, a déclaré au journaliste d’ESPN Ryan McGee :
« When I started working here, that was the location of Conway High School's football stadium. They decided to build a new stadium on their campus, so it left that lot open for us. But it sat there empty for seven or eight months between their last game and our groundbreaking, so it was completely overgrown with weeds and watermelons... When we went out there to get ready for the groundbreaking ceremony, there were wild watermelons all over the place. So, we had to work around that. »
— Matt Hogue, 

« Quand j’ai commencé à travailler ici, c’était l'emplacement du stade de football du lycée Conway (en). Ils ont alors décidé de construire un nouveau stade sur le campus, ce qui a laissé ce terrain ouvert. Mais il est resté vide pendant sept ou huit mois entre leur dernier match et le début des travaux, de sorte qu’il était complètement envahi par les mauvaises herbes et les pastèques. Lorsque nous sommes allés là-bas pour nous préparer à la cérémonie d’inauguration, il y avait des pastèques sauvages partout. Nous avons donc dû contourner cela. »
— 
L’inauguration des travaux du Brooks Stadium a eu lieu le 30 juillet 2002. La phase I de la construction du stade contenait 6 408 sièges, tandis que les fondations et l'infrastructure du stade ont été conçues pour soutenir l’expansion future à 20 000 sièges. Le stade a été officiellement inauguré le 6 septembre 2003, lorsque l’équipe de football américain des Chanticleers a joué contre Newberry College devant une foule de plus de 8 000 personnes. Le 7 octobre 2006, le terrain a été dénommé James C. Benton Field en l’honneur de sa famille pour un don important qu'elle avait fait au programme d’athlétisme de Coastal Carolina.

## Expansion
À la suite de l'annonce de l'adhésion de l'université à la Sun Belt Conference le 1er septembre 2015, le Brooks Stadium a fait l'objet de travaux visant à agrandir le stade à 20 000 places. La NCAA exige en effet que les programmes FBS maintiennent une fréquentation moyenne d'au moins 15 000 personnes sur un cycle de deux ans. Le projet d'expansion a reçu l'approbation de l'État en novembre 2015, mais la construction ne devait pas commencer avant janvier 2017. Les responsables de l'Université de Coastal Carolina ont fixé le prix du projet à 38 millions de dollars. Le comité a également annoncé en février 2017 que les architectes principaux de l'agrandissement étaient Heery International, Inc. (en) et Stubbs Muldrow Herin architects. La McKnight Construction Company (en) s'est vu attribuer le projet, et le début effectif des travaux a eu lieu le 21 mars 2017. La construction s'est déroulée en deux phases ; la première phase a permis d'agrandir le stade jusqu'à 15 000 places minimum en élargissant les lignes de côté et en les reliant à la zone d'extrémité nord, ainsi qu'en agrandissant le pont supérieur latéral de la tribune de presse. Il a été terminé à temps pour le match d'ouverture de la saison de Coastal Carolina contre UMass le 2 septembre 2017. La construction de la phase II a commencé en janvier 2018 et a encore augmenté la capacité à plus de 20 000 sièges en ajoutant des sièges premium et un pont supérieur du côté ouest. La phase II s'est terminée en août 2019.

## Marrio & Josh Norman Fieldhouse
Le complexe sportif de 8,5 millions de dollars a ouvert ses portes au Brooks Stadium en juin 2010. Il avait été dénommé en l'honneur des frères Mark et Will Adkins (classe 1889 de Coastal Carolina), qui prévoyaient de faire un don de 1,5 million de dollars au projetc qui a permis d'ajouter 1 600 sièges au complexe.
Le 3 novembre 2018, il est révélé que Josh Norman avait fait don d'une grosse somme d'argent au département des sports et le nom de l'Adkins Fieldhouse a été changé en Marrio & Josh Norman Fieldhouse.
Le Marrio & Josh Norman Fieldhouse comprend également :
- les bureaux du football américain, salles de réunion et vestiaires de football ;
- le centre de musculation et de conditionnement physique de 1 200 m2 pour tous les étudiants athlètes ;
- les bureaux masculins et féminins de cross-country et d'athlétisme ;
- les bureaux du soccer masculin et féminin ;
- les bureaux du golf pour hommes et femmes ;
- le bureau du tennis masculin ;
- le bureau du baseball ;
- le bureau du softball ;
- le Temple de la renommée athlétique Sasser.

## Records d'affluence
| Rang | Assistance | Date              | Résultat du match                           |
| ---- | ---------- | ----------------- | ------------------------------------------- |
| 1    | 22 104     | 21 septembre 2024 | Coastal Carolina 24-43 Virginia             |
| 2    | 21 324     | 28 octobre 2023   | Coastal Carolina 34-6 Marshall              |
| 3    | 21 224     | 3 novembre 2022   | Coastal Carolina 35-28 Appalachian State    |
| 4    | 21 165     | 3 septembre 2022  | Coastal Carolina 38-29 Army                 |
| 5    | 19 294     | 7 septembre 2024  | Coastal Carolina 40-21 William & Mary       |
| 6    | 18 756     | 1 octobre 2022    | Coastal Carolina 34-30 Georgia Southern     |
| 7    | 18 674     | 2 octobre 2021    | #16 Coastal Carolina 59-6, Louisiana–Monroe |
| 8    | 18 552     | 5 octobre 2024    | Coastal Carolina 45-37 Old Dominion         |
| 9    | 18 116     | 16 septembre 2023 | Coastal Carolina 66-7 Duquesne              |
| 10   | 17 697     | 10 septembre 021  | #17 Coastal Carolina 49-22 Kansas           |